# Alberto Bayo
Alberto de Jesús Ruperto Bayo Giroud (* 27. März 1892 in Puerto Príncipe, Kuba; † 4. August 1967 in Havanna) war ein spanischer Offizier, Pilot und prominenter Teilnehmer des Spanischen Bürgerkriegs auf republikanischer Seite. Er wurde international bekannt als militärischer Ausbilder von Fidel Castro und Che Guevara 1955/56 bei der Vorbereitung der Kubanischen Revolution in Mexiko.

## Leben
Bayo war Sohn des spanischen Offiziers Pedro Bayo Guia und der aus Puerto Príncipe (seit 1929: Camagüey) stammenden María de la Concepción Giraud y Varona. Nach der spanischen Kriegsniederlage gegen die USA 1898 und dem damit verbundenen Verlust der Kolonie Kuba ging die Familie nach Spanien, wo Bayo fortan auf den Kanaren aufwuchs. Vier Jahre seiner Ausbildung verbrachte er in den USA. Nach seiner Rückkehr nach Spanien besuchte er die Militärschule für Kriegswaisen in Vitoria sowie anschließend ab 1912 die Militärakademie der Infanterie in Toledo, die er 1915 als Offizier abschloss, um anschließend zur Pilotenausbildung der Luftstreitkräften zugelassen zu werden. 1920 gründete er in Madrid die erste zivile Flugschule Spaniens, die er im selben Jahr wieder verließ.

### Rifkrieg
Als Soldat erhielt er ab Sommer 1919 in den nordafrikanischen Kolonialkriegen seine ersten Gefechtserfahrungen. Bayo gehörte weltweit zu den ersten Piloten, die Chemiewaffen einsetzten. Wegen der verbotenen Durchführung eines mit Degen ausgefochtenen, blutig verlaufenen Duells mit einem weiteren Hauptmann der Luftwaffe, dem späteren Luftwaffenminister Eduardo González Gallarza, im Juni 1923 wurde Bayo aus der Luftwaffe ausgeschlossen. Im Anschluss wechselte er in die zur Bekämpfung der marokkanischen Guerillakämpfer gegründeten Eliteeinheit Legión Española und wurde im September 1924 im Rifkrieg verwundet und nach Madrid evakuiert, meldete sich aber nach einjähriger Genesung später erneut freiwillig zum Einsatz zur Verteidigung der spanischen Kolonien in Nordafrika. In Marokko stand er teilweise unter direktem Befehl des damaligen Oberstleutnant Francisco Franco, seines späteren Hauptgegners im Spanischen Bürgerkrieg. Er war aufmerksamer Beobachter der Militärtaktik der marokkanischen Partisanen und gewann daraus zahlreiche Erkenntnisse, die er später für seine eigenen Unterweisungen in Guerilla-Kriegführung nutzen sollte, beispielsweise für das Durchbrechen von Belagerungsringen.

### Spanischer Bürgerkrieg
Im Spanischen Bürgerkrieg blieb er gegenüber der Republik loyal. Im Einsatz gegen die franquistischen Truppen gelang ihm zunächst die Rückeroberung der Balearischen Inseln Formentera, Cabrera und Ibiza. In der Folge wurde ihm das Kommando über die 6000 Mann starken republikanischen Invasionstruppen in der Schlacht um Mallorca erteilt, die jedoch unter großen Verlusten scheiterte und einen Wendepunkt im Krieg darstellte. Von Führungsaufgaben enthoben bildete er anschließend in Kastilien kommunistische Partisanen aus. Sein letzter Dienstgrad in den spanischen Streitkräften war Oberstleutnant. 1937 veröffentlichte er seinen ersten von mehreren Texten, die sich speziell dem Guerillakrieg widmeten. Angesichts der auch aufgrund der italienischen und deutschen Unterstützung überlegenen Truppen Francos warb Bayo für einen Wechsel von der konventionellen zur unkonventionellen Kriegsführung, konnte sich mit seinen Vorschlägen bei der republikanischen Militärführung unter Verteidigungsminister Indalecio Prieto trotz anfänglicher Erfolge mit kleinen Guerillaeinheiten jedoch nicht mehr rechtzeitig durchsetzen.

### Mexiko
Nach dem Ende des Bürgerkriegs 1939 war Bayo gezwungen, ins Exil zu gehen, und ließ sich nach einem dreijährigen Aufenthalt in Havanna schließlich in Mexiko nieder, wo er an der Luftwaffenakademie in Guadalajara Mathematik, Aerodynamik und Navigation unterrichtete. Parallel warb er unter spanischen Exilanten weiterhin erfolglos für die Aufnahme eines Guerillakriegs gegen Franco. 1948 war er in Costa Rica militärischer Berater der Karibischen Legion, die den Sturz des diktatorischen Staatspräsidenten Nicaraguas, Anastasio Somoza, vorbereitete. Das Unternehmen kam nicht zur Ausführung, und Bayo kehrte nach Mexiko zurück.
Im Juli 1955 wurde er von Fidel Castro aufgesucht und erklärte sich auf dessen Drängen bereit, ihn und seine Anhänger für den Guerillakampf auf Kuba auszubilden. Das geheime Training fand im Raum von Mexiko-Stadt statt. Nach Hugh Thomas war Ernesto Guevara dabei Bayos Musterschüler. Nach Entdeckung durch die mexikanische Polizei verbrachte Bayo gemeinsam mit Fidel und Raúl Castro, Guevara sowie weiteren Angehörigen der Gruppe einige Monate in Haft. Bayos Beraterrolle endete Ende November 1956 mit der Abreise der Guerillakämpfer um Castro auf ihrer Expedition mit der Yacht Granma nach Kuba. Kurz darauf trainierte er eine weitere Gruppe Kubaner für den Guerillakrieg: die Mehrheit der rund 30 Kämpfer der Organización Auténtica des Ex-Präsidenten Carlos Prío kam jedoch unmittelbar nach der Überfahrt ihrer Yacht Corinthia im Mai 1957 von Miami in den Osten Kubas im Gefecht mit Regierungstruppen ums Leben.

### Kuba
Bayo nahm nicht aktiv am Guerillakrieg im Rahmen der Kubanischen Revolution teil und kehrte erst nach der Flucht des kubanischen Präsidenten Fulgencio Batista Anfang 1959 auf die Insel seiner Geburt zurück. Dort war er erneut als militärischer Ausbilder und Berater tätig und wurde zum Comandante (Oberst) der ab 1959 als staatliche Streitkräfte neu organisierten Fuerzas Armadas Revolucionarias (FAR) ernannt. In seinen letzten Lebensjahren gehörte er dem politischen Führungsstab der FAR an und widmete sich aus dieser Position vorrangig der Förderung des von ihm geliebten Schachsports auf Kuba. Er starb am 4. August 1967 in Havanna. Er war verheiratet und hatte zwei Söhne. Das im Stadtbezirk Cotorro gelegene Schach-Leistungszentrum ist nach ihm benannt.

## Schriftstellerische Tätigkeit
Bayo verfasste neben zeitgeschichtlichen Werken mit autobiographischem Charakter auch Gedichte. Sein 1955 veröffentlichtes praktisches Handbuch 150 preguntas a un guerrillero (150 Fragen an einen Guerillakämpfer) wurde 1963 erstmals ins Englische übersetzt und erlebte zahlreiche Nachauflagen. Es gehört zu den Klassikern der militärischen Literatur über den Guerillakrieg.

## Werke
- Cualquier cosilla (Spanien 1911)
- Mis cantos de aspirante (Spanien 1911)
- Cadetadas (Spanien 1912)
- Canciones del Alkázar (Spanien 1914)
- Juan de Juanes (Spanien 1926)
- Uncida al yugo (Spanien 1926)
- Dos años en Gomara (Spanien 1928)
- La guerra será de los guerrilleros (Spanien 1937)
- El tenorio laico (Spanien 1938)
- Mi desembarco en Mallorca (Mexiko 1944)
- Tempestad en el Caribe (Mexiko 1950)
- Cámara (Mexiko 1951)
- El caballero de los tristes destinos (Mexiko 1953)
- Magallanes, el hombre más audaz de la tierra (Mexiko 1953)
- 150 preguntas a un guerrillero (Mexiko 1955)
- Fidel te espera en la Sierra (Mexiko 1958)
- Mis versos de rebeldía (Mexiko 1958)
- Sangre en Cuba (Mexiko 1958)
- Mi aporte a la revolución cubana, Vorwort von Ernesto „Che“ Guevara (Kuba 1960)
- El tenorio cubano (Kuba 1960)
- Versos revolucionarios (Kuba 1960)
- Terminología militar (Kuba 1963)
- Mis versos, Vorwort von Nicolás Guillén (Kuba 1965)
- Diccionario militar (Kuba 1965)